# 토미 파렐

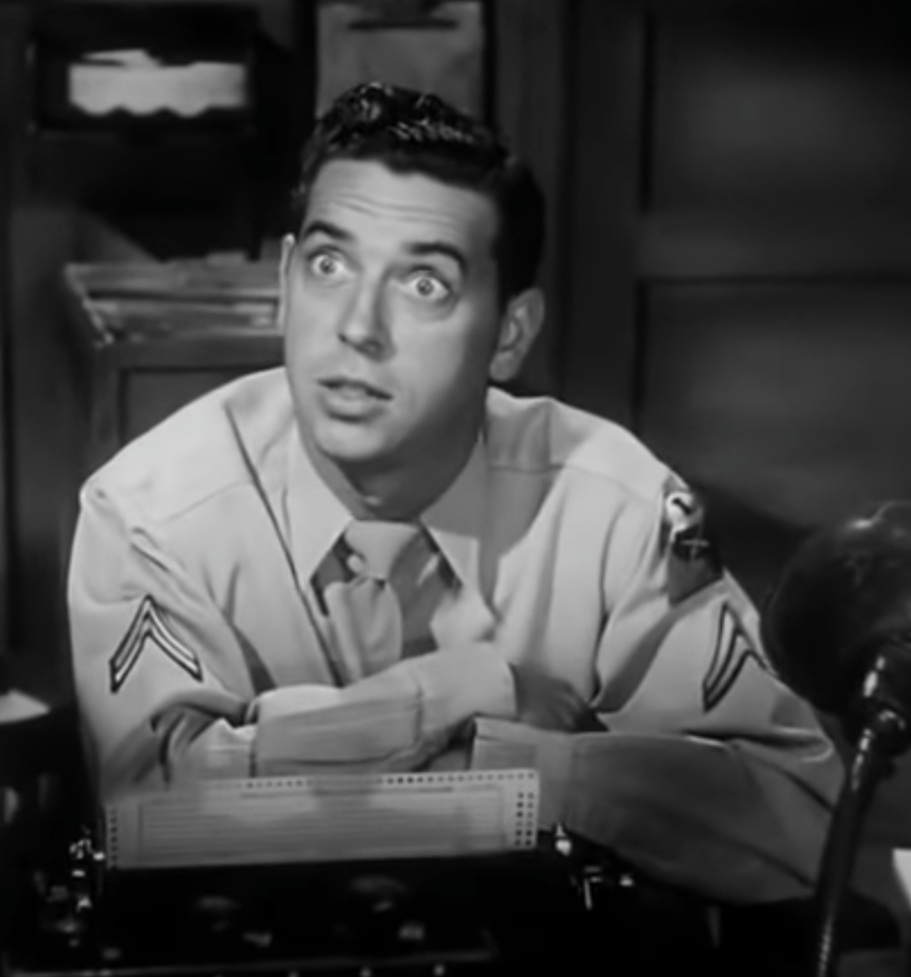

토미 파렐(Tommy Farrell, 1921년 10월 7일 ~ 2004년 5월 9일)은 미국의 연극 배우, 텔레비전 배우이다.
할리우드에서 태어났으며 우들랜드힐스에서 사망하였다.

## 영화
- 가이드 포 더 메리드 맨 (1967년)
- 네버 투 레잇 (1965년)
- 걸 해피 (1965년)
- 키싱 코즌 (1964년)
- 마이 식스 러브스 (1963년)
- 벨스 아 링잉 (1960년)
- 북북서로 진로를 돌려라 (1959년)
- 페리 메이슨 (1957년)
- 샤이안 (1955년)
- 용감한 린티 (1954년)
- 더 스투지 (1952년)
- 미트 대니 윌슨 (1952년)
- 사랑은 비를 타고 (1952년)
- 스타리프트 (1951년)
- 스트립 (1951년)
- 열차 안의 낯선 자들 (1951년)
- 아톰 맨 대 슈퍼맨 (1950년)
- 아이다호의 공작부인 (1950년)
- 앳 워 위드 더 아미 (1950년)